# Vestfjorden (Nordkap)
 For alternative betydninger, se Vestfjorden. (Se også artikler, som begynder med Vestfjorden)
Vestfjorden er en fjord på Magerøya i Nordkap kommune i Troms og Finnmark fylke i Norge.  Fjorden ligger lige øst for selve Nordkap og går 6,5 kilometer mod sydvest til enden af den lille Mefjorden.
Fjorden har indløb mellem Nordkap i vest og Store Stikka i øst. Det kjente landemærket Hornet ligger på vestsiden af fjorden. I den yderste del af fjorden er det holmene Store og Litle Stikka som markerer den østlige grænse, men længere inde går fjorden ind på vestsiden af Børneset. På østsiden af Børneset går Risfjorden ind til Skarsvåg. Inderst i Vestfjorden deler Støvelneset fjorden i to. Vestfjorden fortsætter på vestsiden til enden, mens Mefjorden går på østsiden af næsset. Ved Mefjorden ligger også landemærket Kirkeporten (no). 
Inderst i Mefjorden ligger  et hus, men ellers er det ingen bygninger ved fjorden.